# Aucassin och Nicolette

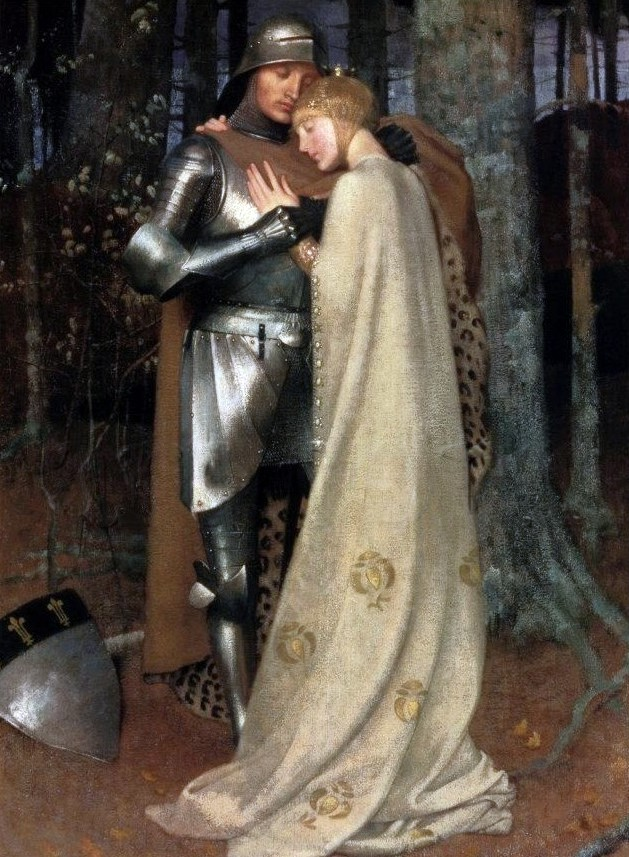
Oljemålning av Marianne Stokes.

Aucassin och Nicolette är en fransk berättelse med infogade visor från omkring 1200.
Berättelsen är delvis skriven på prosa, delvis på assonerande vers. Den beskriver grevesonen Aucassins kärlek till den tillfångatagna saracenskan Nicolette, som senare visar sig vara dotter till kungen av Kartago. De flyr tillsammans, skiljs från varandra av sjörövare, upplever flera äventyr var för sig innan de slutligen förenas. Dikten har översatts till svenska av Hugo von Feilitzen.
Ämnet har flera gånger varit föremål för musikalisk dramatisk behandling, bland annat som en opera författad 1779 av André Grétry med text av Michel Jean Sedaine och av August Enna 1895 med text av Sophus Michaëlis. Den danska bearbetningen lade till en fjärde akt med handling ur Syrithesagan hos Saxo Grammaticus.